# جامعات شمال شرق أوهايو كلية الطب
جامعات شمال شرق أوهايو كلية الطب (بالإنجليزية: Northeastern Ohio Universities College of Medicine)‏ هي إحدى الكليات لتدريس الطب في الولايات المتحدة الأمريكية. تقع في مدينة روتستاون في ولاية أوهايو الأمريكية. نوع الشهادة الطبية التي يتم تحصيلها هناك هي دكتور في الطب.